# Société sémiotique d'Amérique
La Société sémiotique d'Amérique est une association professionnelle interdisciplinaire qui regroupe des chercheurs de nombreuses disciplines ayant des intérêts communs dans la sémiotique, l'étude des signes et des systèmes de signalisation. Elle a été fondée en 1975 et comprend des membres des États-Unis et du Canada. Son journal officiel est The American Journal of Semiotics. La Société publie également les travaux de ses conférences annuelles. Les membres de la société et la publication de la revue sont gérés par le Centre de documentation de la philosophie (en).